# Temporada do Fußball-Club Bayern München de 2016–17
O Fußball-Club Bayern München, na temporada 2016–17, participará de quatro competições: Bundesliga, Copa da Alemanha, Supercopa da Alemanha e Liga dos Campeões da UEFA.

## Uniforme
Fornecedor:
- Adidas

| 1° | 2° | 3ª |

## Jogadores
Legenda
- : Capitão
- : Jogador suspenso
- : Jogador lesionado

### Transferências 2016–17
Legenda
- : Jogadores que retornam de empréstimo

- : Jogadores emprestados

- : Jogadores que saíram após o fim do contrato